# Ахильгов, Абдулхамид Хусейнович
Абдулхами́д Хусе́йнович Ахи́льгов (31 августа 1980, Чечено-Ингушская АССР, СССР) — российский футболист, центральный полузащитник.

## Карьера
Воспитанник ингушского футбола. Дебютировал за «Ангушт» Назрань 8 апреля 2000 года во Втором дивизионе. Всего в составе клуба за 7 сезонов провёл 168 матчей, в который отметился 10 голами. После окончания сезона 2006 года «Ангушт» из-за банкротства был лишён профессионального статуса, а сам Ахильгов остался вне футбола на 2 года. Однако, в январе 2009 президент Ингушетии Юнус-Бек Евкуров заявил, что в республике будет воссоздан новый «Ангушт», после чего тренерским штабом команды было просмотрено около 80 футболистов, среди которых был и Ахильгов, которого с другими ветеранами ингушского футбола взяли в команду. В январе 2010 года в преддверии выступления на Кубке Содружества вместе с Адамом Исмаиловым и Магомедом Хасхановым перешёл в «Дачию» Кишинёв. За «Дачию» провёл 9 матчей, забил три мяча. Последний матч за клуб провёл 1 августа 2010 года, выйдя на замену Владимиру Драговозову.
С августа 2010 года вновь выступал за «Ангушт» (с перерывом в сезоне 2015/16), был капитаном команды. Всего за 14 сезонов в составе клуба из Назрани сыграл 342 матча в первенствах страны на профессиональном уровне (более 350 матчей с учётом любительского первенства). С января 2017 года стал играющим тренером в штабе Тимура Зангиева.